# Idele lui Marte

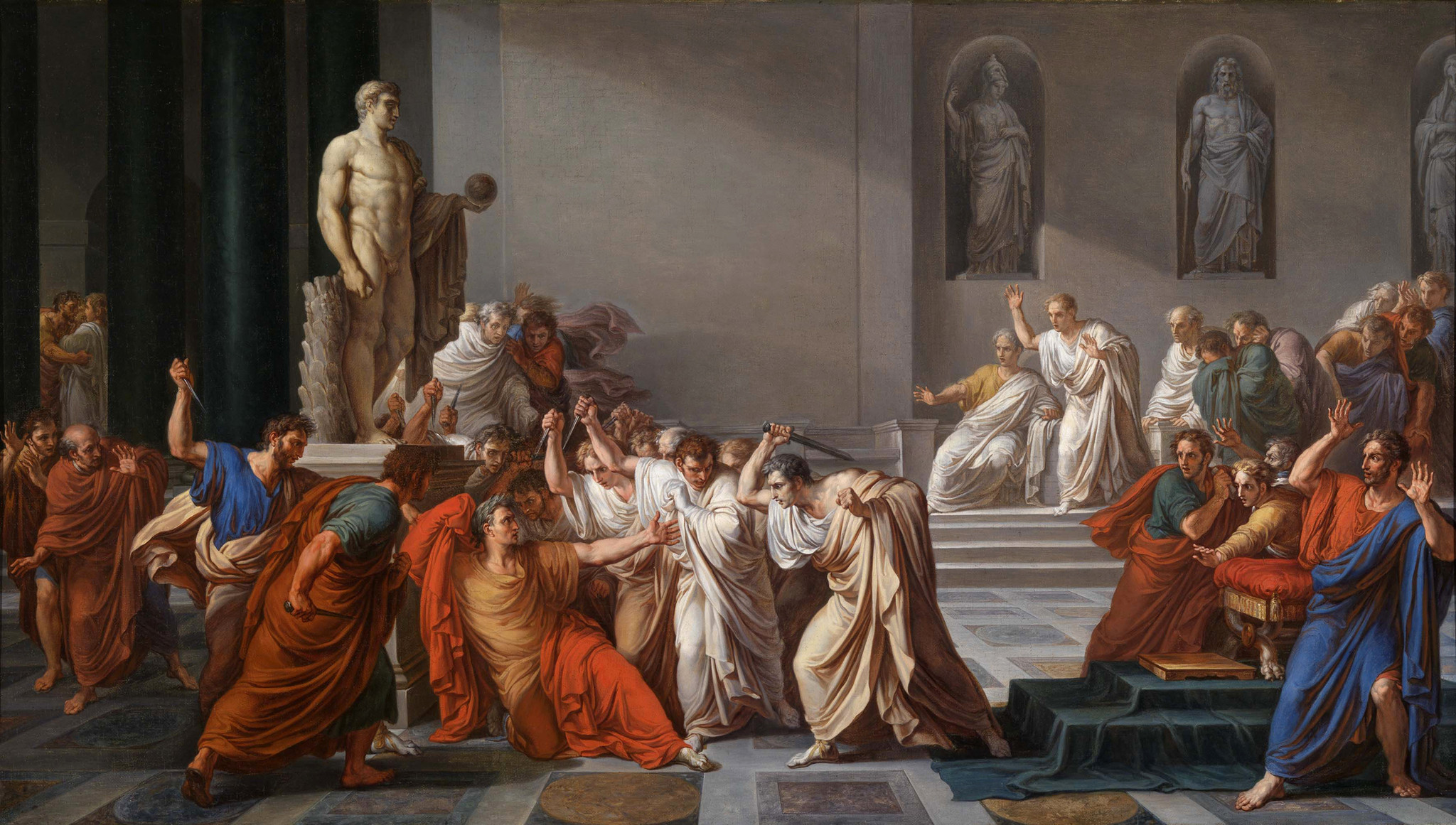
Moartea lui Cezar (1798) de Vincenzo Camuccini

Idele lui Marte (în latină Idus Martiae, în latina târzie: Idus Martii) este o zi din calendarul roman care corespunde cu 15 martie. A fost marcată de câteva sărbători religioase și reprezenta pentru romani ultima zi de plătit datoriile. În anul 44 î.Hr. a devenit celebră datorită asasinării lui Iulius Cezar. Moartea lui Cezar a făcut din Idele lui Marte un punct de cotitură în istoria romană, fiind unul dintre evenimentele care au marcat tranziția de la Republică la Imperiu.
Cu toate că martie era a treia lună în calendarul iulian, în vechiul calendar roman era prima lună a anului, fiind dedicată zeului Marte. Sărbătorile observate la romani premergătoare zilelor de Ide reflectă deseori originea lor ca festivitate de anul nou.

## Idele
Romanii nu numerotau zilele unei luni consecutiv de la prima până la ultima zi. În schimb, ei numărau în sens invers având ca reper trei puncte fixe ale lunii: Nones (a 5-a sau a 7-a zi, depinzând de durata lunii), Ide (a 13-a sau a 15-a zi) și Kalend (prima zi a lunii următoare). Idele avea loc la jumătate, în ziua de 13 a majorității lunilor, dar pe 15 în martie, mai, iulie și octombrie. Idele era calculat în funcție de Luna plină, reflectând originea Lunară a calendarului roman. În cel mai vechi calendar, Idele lui Marte ar fi avut loc după prima Lună plină a noului an.

### Sărbătorile religioase

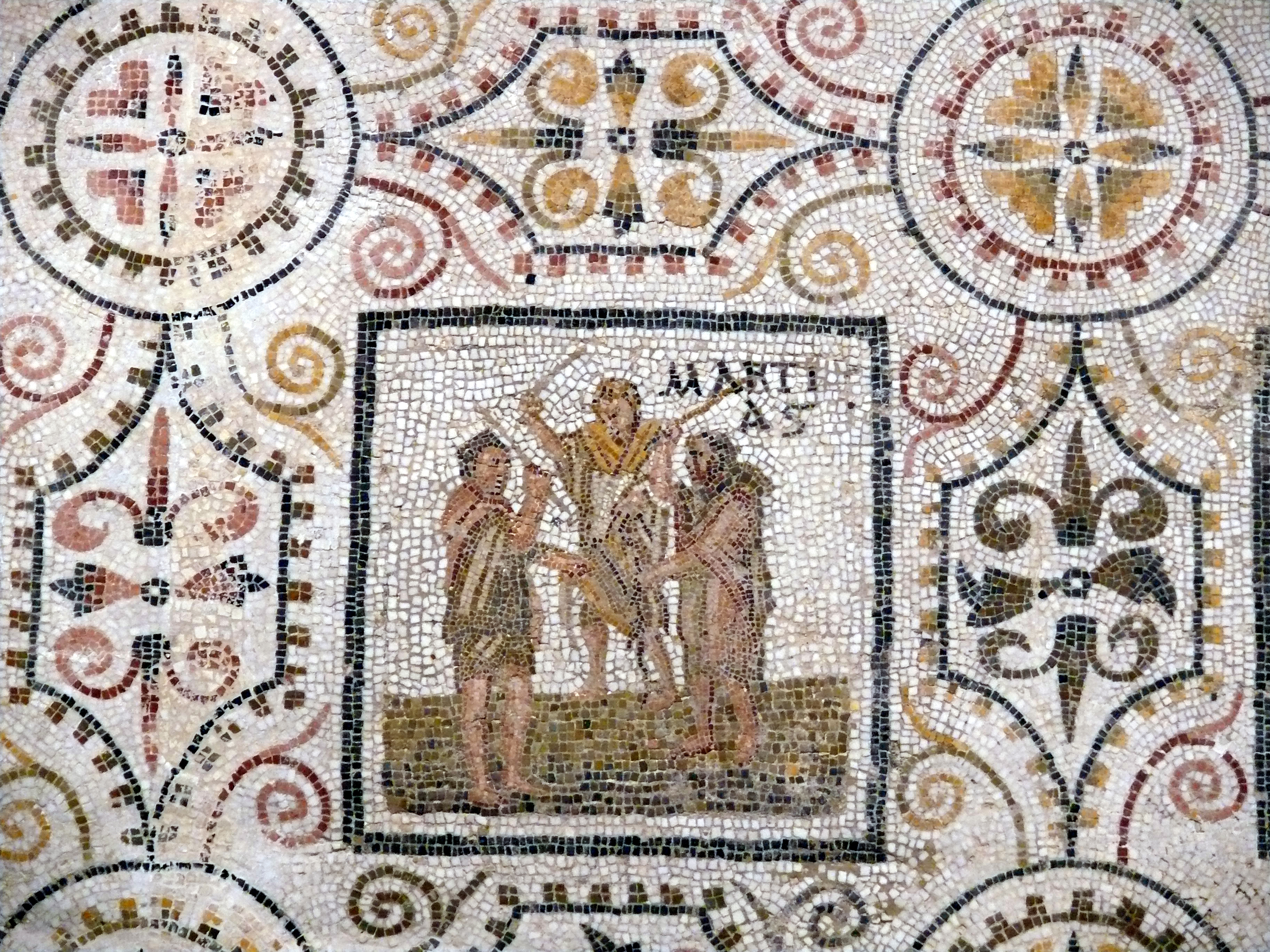
Panou ce ar putea descrie sărbătoarea Mamuralia, de pe un mozaic al lunilor în care martie este poziționat la începutul anului (prima jumătate a secolului 3 d.Hr, El Djem, Tunisia, în Africa Romană)

Idele fiecărei luni erau închinate lui Jupiter, zeitatea supremă a romanilor. Flamen Dialis, preotul dedicat al lui Jupiter, conducea "oile lui Ide" (ovis Idulius) pe Via Sacra către Arx Capitolina, unde erau sacrificate.
Pe lângă sacrificiile lunare, de Idele lui Marte avea loc și Festinul Annei Perenna, o zeiță a anului (Latină annus) a cărei festival încheia inițial ceremoniile de anul nou. Ziua era celebrată cu entuziasm printre oamenii obișnuiți cu picnicuri, băutură și orgii. O sursă din antichitatea târzie plasează și Mamuralia de Idele lui Marte. Această sărbătoare, care are aspecte asemănătoare cu ritualurile pharmakos grecești de țap ispășitor, implicau bătaia unui om bătrân îmbrăcat în piei de animal și, eventual, alungarea lui din oraș. Ritualul ar fi putut fi o festivitate de anul nou ce reprezenta expulzarea anului trecut.
În epoca Imperială târzie, Idele deschidea o "săptămână sfântă" de festivități în care erau celebrați Cybele și Attis, fiind ziua de Canna intrat ("Trestia intră"), atunci când Attis s-a născut și a fost găsit printre trestiile de pe marginea unui râu din Frigia. El a fost descoperit de păstori sau de zeița Cybele, care era cunoscută și ca Magna Mater ("Mama Supremă"). O săptămână mai târziu, pe 22 martie, celebrarea solemnă a Arbor intrat ("Copacul intră") comemora moartea lui Attis sub un pin. Un grup de preoți, numit dendrophoroi ("purtătorii copacului") tăiau anual un copac, agățau de acesta o imagine a lui Attis, și îl duceau la templul Mamei Supreme în timp ce jeleau. Ziua a devenit oficială în calendarul roman în timpul domniei lui Claudius (d. 54 d.Hr). Urma o perioadă de doliu de trei zile, ce culmina cu sărbătoarea renașterii lui Attis pe 25 martie, data echinocțiului vernal în calendarul iulian.

## Asasinarea lui Cezar

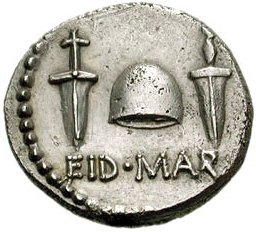
Partea reversă a unui dinar emis de Brutus, asasinul lui Cezar, în toamna anului 42 î.Hr., cu abrevierile EID MAR (Eidibus Martiis – de Idele lui Marte) sub un „pileu” dintre două pumnale

În vremurile moderne, Idele lui Marte este cel mai bine cunoscut ca fiind data la care Iulius Cezar a fost asasinat în anul 44 î.Hr. Cezar a fost înjunghiat mortal în timpul unei întruniri a Senatului. În jur de 60 de conspiratori, conduși de Brutus și Cassius, au fost implicați. Conform lui Plutarh, un profet a avertizat că i se va întâmpla un rău lui Cezar până de Idele lui Marte. În drum spre Teatrul lui Pompei, unde urma să fie asasinat, Cezar a trecut pe lângă profet și a glumit, "A sosit Idele lui Marte", sugerând că profeția nu s-a împlinit, la care profetul a răspuns "Da, Cezare; dar nu s-a încheiat încă." Această întâlnire este faimos dramatizată în piesa Iulius Caesar a lui William Shakespeare, atunci când Cezar este avertizat de un tălmăcitor să „aibă grijă de Idele lui Marte”. Biograful roman Suetonius îl identifică pe "profet" ca fiind un haruspiciu pe nume Spurinna.
Moartea lui Cezar a fost evenimentul care a încheiat criza Republicii Romane (ce se presupune că ar fi început în 134 î.Hr.) și a declanșat un război civil care va avea ca rezultat preluarea puterii de către moștenitorul adoptat al lui Cezar, Octavian (cunoscut ulterior ca Augustus). Scriind sub Augustus, Ovidiu descrie asasinatul ca pe un sacrilegiu, de vreme ce Cezar era și Pontifex Maximus al Romei și preotul zeiței Vesta. În 40 î.Hr, la patru ani după asasinat și după ce a obținut o victorie în timpul asediului Perugiei, Octavian a executat 300 de senatori și cavaleri care au luptat alături de Lucius Antonius, fratele lui Marc Antoniu. Execuțiile au făcut parte dintr-o serie de măsuri luate de Octavian pentru a răzbuna moartea lui Cezar. Suetonius și istoricul Cassius Dio au caracterizat măcelul ca pe un sacrificiu religios, notând că a avut loc de Idele lui Marte, la noul altar al lui Divus Julius.